# Premi a la millor pel·lícula francesa del Sindicat Francès dels Crítics de Cinema
El premi a la millor pel·lícula francesa del Sindicat dels Crítics de Cinema, abans titulat premi Méliès, és una distinció que atorga des de 1946 el Sindicat Francès de Crítics de Cinema i Televisió durant la seva cerimònia anual de lliurament del Premi del Sindicat Francès de Crítics de Cinema i Televisió. Aquest premi de la crítica premia, cada any, la millor pel·lícula francesa o la millor coproducció francesa.

## Palmarès
- 1946 : La Bataille du rail de René Clément
- 1947 : El silenci és d'or de René Clair
- 1948 : Paris 1900 de Nicole Vedrès
- 1949 : Manon de Henri-Georges Clouzot
- 1950 : Rendez-vous de juillet de Jacques Becker
- 1951 : Le Journal d'un curé de campagne de Robert Bresson
- 1952 : Les Belles de nuit de René Clair
- 1953 : Le Salaire de la peur de Henri-Georges Clouzot
- 1954 : Le Rouge et le Noir de Claude Autant-Lara
- 1955 : Du rififi chez les hommes de Jules Dassin
- 1956 (ex æquo) : 
  - Le Monde du silence de Jacques-Yves Cousteau
  - Les maniobres de l'amor de René Clair
- 1957 (ex æquo) : 
  - La Traversée de Paris de Claude Autant-Lara
  - Un condamné à mort s'est échappé de Robert Bresson
- 1958 : El meu oncle de Jacques Tati
- 1959 (ex æquo) : 
  - Hiroshima mon amour d’Alain Resnais
  - Les Quatre Cents Coups de François Truffaut
- 1960 (ex æquo):
  - Le Trou de Jacques Becker
  - Al final de l'escapada de Jean-Luc Godard
- 1961 : L'Année dernière à Marienbad d’Alain Resnais
- 1962 : Le Procès d’Orson Welles
- 1964 : Els paraigües de Cherbourg de Jacques Demy
- 1965 : La Vieille Dame indigne de René Allio
- 1966 (ex æquo) : 
  - La guerra s'ha acabat d’Alain Resnais
  -  A l'atzar, Baltasar de Robert Bresson
- 1967 (ex æquo) : 
  - Belle de jour de Luis Buñuel
  - Mouchette de Robert Bresson
- 1968 : Baisers volés de François Truffaut
- 1969 : Ma nuit chez Maud d’Éric Rohmer
- 1970 : L'infant salvatge de François Truffaut
- 1971 : Le Genou de Claire d’Éric Rohmer
- 1972 : El discret encant de la burgesia de Luis Buñuel
- 1973 : La nit americana de François Truffaut
- 1974 : Lacombe Lucien de Louis Malle
- 1975 : Que la fête commence de Bertrand Tavernier
- 1976 : L'Histoire d'Adèle H. de François Truffaut
- 1977 : Providence d'Alain Resnais
- 1978 : Le Dossier 51 de Michel Deville
- 1979 : Perceval le Gallois d’Éric Rohmer
- 1980 : El meu oncle d'Amèrica d'Alain Resnais
- 1981 (ex æquo) : 
  - Baralla de Bertrand Tavernier
  - Garde à vue de Claude Miller
- 1982 : Une chambre en ville de Jacques Demy
- 1983 : Pauline à la plage d'Éric Rohmer
- 1984 : Les Nuits de la pleine lune d'Éric Rohmer
- 1985 (ex æquo) : 
  - Péril en la demeure de Michel Deville
  - Sense sostre ni llei d’Agnès Varda
- 1986 : Thérèse d’Alain Cavalier
- 1987 : Au revoir les enfants de Louis Malle
- 1988 : La Petite Voleuse de Claude Miller
- 1989 : Monsieur Hire de Patrice Leconte
- 1990 : La Discrète de Christian Vincent
- 1991 : La Belle Noiseuse de Jacques Rivette
- 1992 : Un cor a l'hivern de Claude Sautet
- 1993 : No Smoking d’Alain Resnais
- 1994 : Tres colors: Vermell de Krzysztof Kieślowski
- 1995 : Nelly et Monsieur Arnaud de Claude Sautet
- 1996 : Capità Conan de Bertrand Tavernier
- 1997 : Coneixem la cançó d’Alain Resnais
- 1998 : La Vie rêvée des anges d’Érick Zonca
- 1999 : La Maladie de Sachs de Michel Deville
- 2000 : Les Glaneurs et la Glaneuse d’Agnès Varda
- 2002 : Amélie de Jean-Pierre Jeunet
- 2002 : Être et avoir de Nicolas Philibert
- 2003 : la trilogia Un couple épatant / Cavale / Après la vie de Lucas Belvaux
- 2004 : Rois et Reine d'Arnaud Desplechin
- 2005 : De tant bategar se m'ha parat el cor de Jacques Audiard
- 2006 : Cœurs d'Alain Resnais
- 2007 : La Graine et le Mulet d'Abdellatif Kechiche
- 2008 : Les Plages d'Agnès d'Agnès Varda
- 2009 : Un profeta de Jacques Audiard
- 2010 : De déus i homes de Xavier Beauvois
- 2011 : L'Exercice de l'État de Pierre Schoeller
- 2012 : Amor de Michael Haneke
- 2013 : La vida d'Adèle d'Abdellatif Kechiche
- 2014 : Timbuktu d'Abderrahmane Sissako
- 2015 : Fatima de Philippe Faucon
- 2016 : Elle de Paul Verhoeven[3]
- 2017 : 120 battements par minute de Robin Campillo
- 2018 : Mektoub, my love: canto uno d'Abdellatif Kechiche
- 2019 : El miserables de Ladj Ly
- 2020 : Les coses que diem, les coses que fem d'Emmanuel Mouret
- 2021 : Onoda: 10.000 nits a la jungla d'Arthur Harari
- 2022 : Pacifiction d'Albert Serra
- 2023 : Anatomia d'una caiguda de Justine Triet

## Guanyadors múltiples
- 8 Premis : Alain Resnais (1959, 1961, 1966, 1977, 1980, 1993, 1997 i 2006)
- 5 Premis :
  - Éric Rohmer (1969, 1971, 1979, 1983, 1984)
  - François Truffaut (1959, 1968, 1970, 1973 i 1976)
- 4 Premis :
  - Robert Bresson (1951, 1957, 1966 i 1967)
  - Agnès Varda (1962, 1985, 2000 i 2008)
- 3 Premis :
  - René Clair (1947, 1952 i 1956)
  - Michel Deville (1978, 1985 i 1999)
  - Bertrand Tavernier (1975, 1981 i 1996)
  - Abdellatif Kechiche (2007, 2013 i 2018)
- 2 Premis :
  - Jacques Audiard (2005 i 2009)
  - Claude Autant-Lara (1954 i 1957)
  - Jacques Becker (1950 i 1960)
  - Henri-Georges Clouzot (1949 i 1953)
  - Jacques Demy (1964 i 1982)
  - Claude Miller (1981 i 1989)
  - Claude Sautet (1992 i 1995)